# 영주동 (영주시)
영주동(榮州洞)은 대한민국 경상북도 영주시의 동이다.

## 개요
고려시대 나라에 큰 공을 세운 공신이 배출된 고향이나 지역에 대하여 고을의 격을 승격시키는 제도가 있었는데, 1259년 고려 고종 36년 최충헌, 최우, 최항, 최의로 이어지는 최씨 무신정권을 평정하여 정방을 궁궐로 옮겨 왕정을 복구하는데 큰 공을 세운 이 고장 출신인 김인준을 위사공신으로 책봉하고 그의 고향 순안(옛 영주)을 주로 승격시키면서 ‘영주’로 바뀌었다. 그 후, 1413년 조선 태종 13년 영주를 ‘영천’으로 개칭하면서 여러 차례에 걸쳐 다른 이름으로 바뀌었다가, 1914년 행정구역 개편 시 영천군, 풍기군, 순흥군이 합쳐 영주군이 되면서 옛 지명을 다시 찾게 되었다. 영주시의 중심 지역인 이곳을 영주동이라고 불렀다.

## 법정동
- 영주동
- 휴천동
- 가흥동
- 하망동

## 교육
- 영주초등학교
- 영일초등학교
- 영광중학교
- 영광여자중학교
- 영광여자고등학교